# Ignacio Damián Medina
Ignacio Damián Medina (* 17. März 1967 in Tandil, Provinz Buenos Aires) ist ein argentinischer Geistlicher und ernannter römisch-katholischer Bischof von Río Gallegos.

## Leben
Ignacio Damián Medina studierte ab 1987 Philosophie und Katholische Theologie am Priesterseminar Inmaculada Concepción in Villa Devoto und an der Päpstlichen Katholischen Universität von Argentinien in Buenos Aires. Als Diakon wirkte er 1994 in der Pfarrei Santa Rosa de Lima. Am 26. November 1994 empfing er durch den Erzbischof von Buenos Aires, Antonio Kardinal Quarracino, das Sakrament der Priesterweihe für das Erzbistum Buenos Aires.
Medina war nach der Priesterweihe zunächst als Pfarrvikar der Pfarreien San Rafael Arcángel in Villa Devoto (1995–1998) und Santa Ana y San Joaquín in Villa del Parque (1998–2000) tätig. Von 2000 bis 2006 wirkte er als Fidei-Donum-Priester in der Pfarrei Inmaculada Concepción im Bistum Río Gallegos. Nach der Rückkehr ins Erzbistum Buenos Aires wurde er Pfarrer der Pfarrei Espíritu Santo in Villa Urquiza. Außerdem vertrat er von 2011 bis 2015 das Vikariat Devoto in der Caritaskommission des Erzbistums Buenos Aires. Ab 2018 war Medina Pfarrer der Pfarrei Niño Jesús in Villa Lugano.
Am 26. November 2019 ernannte ihn Papst Franziskus zum Titularbischof von Nepte und zum Weihbischof in Lomas de Zamora. Der Bischof von Lomas de Zamora, Jorge Rubén Lugones SJ, spendete ihm am 29. Februar 2020 in der Kathedrale von Lomas de Zamora die Bischofsweihe. Mitkonsekratoren waren der Erzbischof von Buenos Aires, Mario Aurelio Kardinal Poli, und Weihbischof Juan Carlos Ares aus Buenos Aires. Sein Wahlspruch La caridad de Cristo nos apremia („Die Liebe Christi drängt uns“) stammt aus 2 Kor 5,14 . Als Weihbischof war Medina zudem Generalvikar des Bistums Lomas de Zamora und Vizepräsident des Diözesancaritasverbands. Ferner gehörte er dem Priesterrat, dem Konsultorenkollegium und dem Diözesanpastoralrat an. Darüber hinaus ist Medina in der Argentinischen Bischofskonferenz seit 2021 Mitglied der Kommission für das katholische Bildungswesen.
Papst Franziskus bestellte ihn am 11. August 2023 zum Bischof von Río Gallegos.